# Palazzo Cesaroni (Firenze)
Palazzo Cesaroni è un edificio civile storico del centro di Firenze, situato in via Bernardo Rucellai 8-10.

## Storia e descrizione
L'edificio, eretto nel 1897 su progetto dell'architetto Riccardo Mazzanti (e per il quale questi vinse il Premio Martelli nel 1901), sorge all'incirca nel terreno dove era la neogotica conserva dell'acqua del giardino degli Orti Oricellari e si affaccia sulla nuova via aperta e completata entro il 1896. 
Si tratta di un'esercitazione classica, con il motivo del portale ripreso al piano superiore da una loggia a fornice. Presenta una pianta quadrata ed è preceduto, verso la nuova via, da un breve avancorpo scandito in tre assi verticali. Le superfici, rifinite a intonaco in tonalità rosso mattone, sono vivacemente contrastate dalle membrature in pietra, lasciate a vista e di colore bianco.
Al piano terreno della facciata si trovano due finestre, ciascuna sormontata da una cimasa con timpano curvilineo spezzato. Al centro del prospetto si concentra l’apparato decorativo, che include un portale ad arco sovrastato, al primo piano, da una loggia di dimensioni contenute.
Questa loggia si distingue per la presenza di due colonne ioniche ai lati, una balaustra in pietra e una copertura a volta. L’accesso alla loggia avviene attraverso una porta-finestra arretrata, difficilmente visibile dalla strada a causa della minima distanza tra l’edificio e il tracciato viario, che impedisce una visione prospettica. Tale apertura è ornata con una cimasa a timpano triangolare spezzato, identica a quella delle finestre laterali del medesimo piano.
L’arco della loggia reca al centro una testa scolpita in chiave di volta. Sopra il cornicione di coronamento si sviluppa un balaustrato che conclude la sommità dell’edificio.
Sul lato destro, oltre il cancello che conduce al giardino, si sviluppa una dependance lunga, stretta e bassa, la quale si estende fino a definire il nuovo angolo fra la via e il Prato. Anche questa costruzione secondaria adotta lo stesso linguaggio materico e cromatico dell’edificio principale: superfici rosse e partiture bianche. Il piano terreno è realizzato in mattoni e pietra, mentre il piano superiore è trattato con intonaco tinteggiato, e presenta due timpani che emergono dalla linea del cornicione, conferendo ritmo alla sommità della facciata..
Alle spalle dell'edificio è un giardino a disegno geometrico, con aiuole bordate di bosso e vasca centrale.